# Darlingia ferruginea
Darlingia ferruginea ist eine Pflanzenart aus der Gattung Darlingia innerhalb der Familie der Silberbaumgewächse (Proteaceae). Dieser Endemit gedeiht nur im Berg-Regenwald von North Queensland.

## Beschreibung

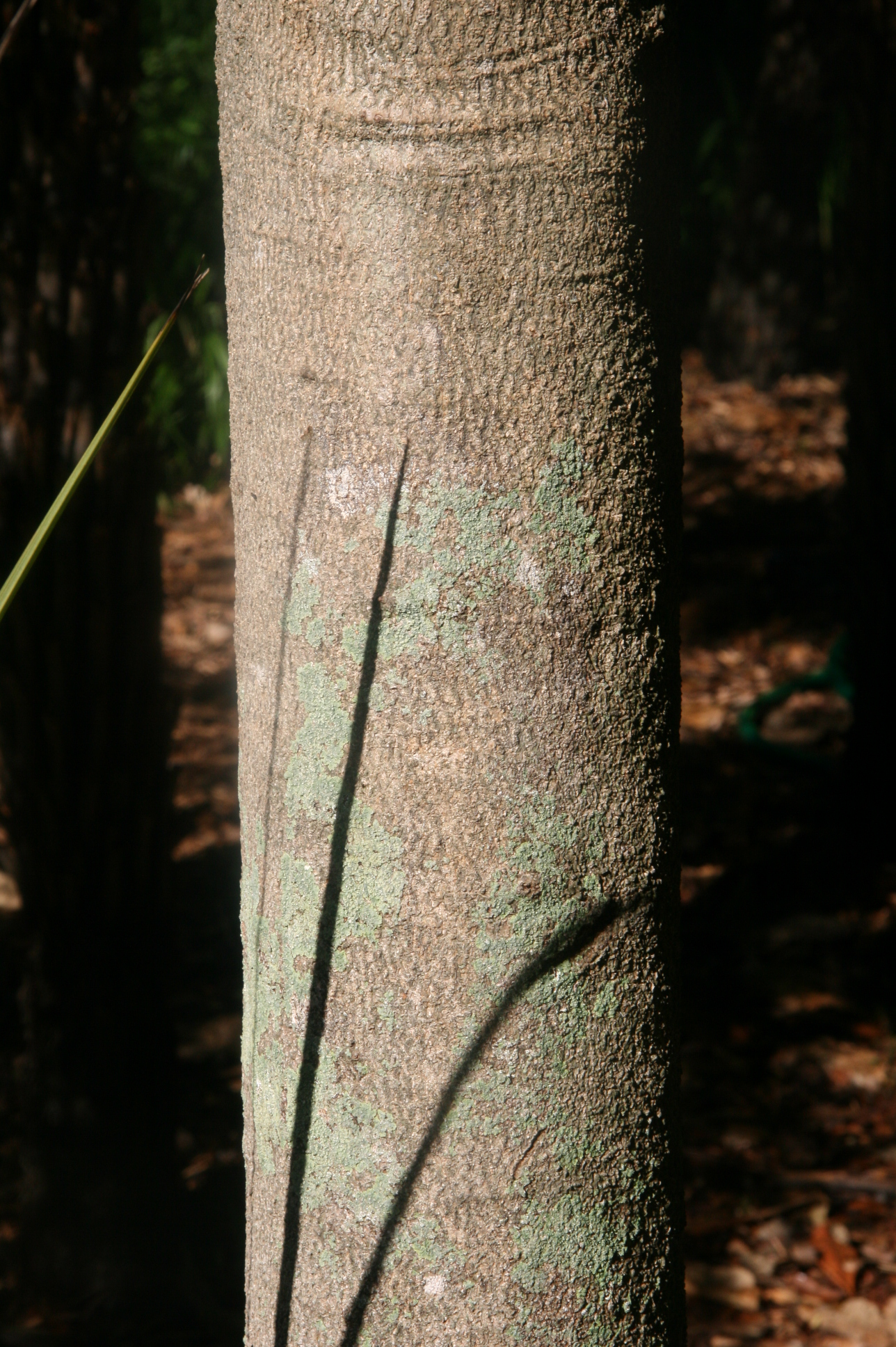
Borke

### Erscheinungsbild und Blatt
Darlingia ferruginea wächst als ein immergrüner, großer Baum im Regenwald und erreicht Wuchshöhen von etwa 30 Metern, als Zierpflanze wird er nur etwa ein Drittel so hoch. Es werden keine Brettwurzeln gebildet. Die Rinde der jungen Zweige ist dicht fein kurz rostbraun oder dunkelbraun behaart (Indument). Die Endknospe ist mit dunkelbraunen Haaren (Trichome) bedeckt. Die Blattknospen sind dicht kurz rostbraun oder dunkelbraun behaart.
Die zwei Keimblätter (Kotyledonen) sind 4 bis 5 Zentimeter lang 18 bis 20 Millimeter breit. Es liegt Heterophyllie vor. Die wechselständig angeordneten Laubblätter sind in Blattstiel und -spreite gegliedert. Der Blattstiel ist 1,2 bis 3,5 Zentimeter lang. Die ersten Laubblätter sind einfach und besitzen einen glatten Rand. An jungen Exemplaren ab dem zehnten Laubblatt sind die 70 Zentimeter langen Blattspreiten gelappt und sind auf der Unterseite an den Blattadern feine rostbraun behaart, auf der Blattoberseite sind nur wenige dunkelbraune Trichome entlang der Mittelrippe vorhanden. Bei erwachsenen Exemplaren sind die Blattspreiten bei einer Länge von 20 bis 46 Zentimetern sowie einer Breite von 5 bis 21 Zentimetern im Umriss lanzettlich, linealisch-lanzettlich bis fast spatelförmig mit verschmälerter Spreitenbasis und zugespitztem, stumpfem oder ausgerandetem oberen Ende; sie können manchmal gelappt sein. Ihre Blattoberseite ist bis auf die Mittelrippe kahl und die Blattunterseite ist dicht rostbraun fein behaart. Die 25 bis 50 Paare gut erkennbaren Seitennerven bilden einen Bogen an den Blatträndern. Nebenblätter fehlen.

### Blütenstand und Blüte
Die Blütezeit liegt in Australien im Winter und frühen Frühling. Die seitenständigen, fast endständig wirkenden, mehr oder weniger aufrechten, zusammengesetzten Blütenstände sind 14 bis 22 Zentimeter lang. Die Hochblätter sind 10 bis 15 Millimeter lang, 10 bis 15 Millimeter und fallen vor der Anthese ab. Die Tragblätter sind über 5 Millimeter lang. Deckblätter fehlen.
Die zwittrigen Blüten sind radiärsymmetrisch und vierzählig. Die vier Blütenhüllblätter sind 2,5 bis 3,3 Zentimeter lang. Es ist nur ein Kreis mit vier Staubblättern vorhanden. Die 2,5 bis 3,5 Millimeter langen Staubbeutel öffnen sich mit einem Längsschlitz. Es erfolgt sekundäre Pollenpräsentation auf dem 2,2 bis 3,5 Zentimeter langen, umgebildeten oberen Ende des Griffels. Unter dem Fruchtblatt befinden sich vier kugelige Nektardrüsen. Das einzige rostbraun behaarte, 1,7 bis 2,8 Millimeter lange, oberständige Fruchtblatt enthält vier Samenanlagen. Der Griffel ist 2 bis 3 Zentimeter lang.

### Frucht und Samen
Die Balgfrucht 7 bis 8 Zentimeter lang, 2,5 bis 3,5 Zentimeter breit und 1 bis 1,5 Zentimeter dick. Die flachen Samen sind 7 bis 8 Zentimeter lang sowie 2,5 bis 3 Zentimeter breit. Die Samen besitzen am Rand einen 4 bis 15 Millimeter breiten Flügel. Der Embryo ist 30 bis 40 Millimeter sowie 15 bis 20 Millimeter breit.

## Vorkommen
Darlingia ferruginea wächst in gut entwickelten Hochland- und Berg-Regenwäldern nur im Atherton Tableland auf Höhenlagen von 650 bis 1300 (750 bis 1250) Metern im nordöstlichen Queensland. Sie gedeiht am wohl am besten auf Böden, die sich auf Basalt entwickelt haben. Darlingia ferruginea gehört zur oberen Baumschicht des Regenwaldes.

## Taxonomie
Die Erstbeschreibung von Darlingia ferruginea erfolgte 1899 durch den australischen Botaniker John Frederick Bailey in Queensland Agricultural Journal, Volume 5, Issue 4, S. 402. Ein Synonym für Darlingia ferruginea J.F.Bailey  ist Darlingia spectatissima var. ferruginea C.T.White. Das Artepitheton leitet sich vom lateinischen Wort ferruginea für rostfarben ab und bezieht sich auf die rostbraunen Trichome der Rinde und der Laubblätter.

## Trivialnamen
Englischsprachige Trivialnamen sind brown silky oak, rose silky oak und rusty silky oak. Der Trivialname in der lokalen Dyirbal-Sprache war gurray, obwohl in der Taboo-Sprache Dyalŋuy auch ein weniger spezifisches Wort gurruŋun „Eiche“ verwendet wurde, das auch für Cardwellia sublimis und Helicia australasica verwendet wurde.

## Nutzung
Darlingia ferruginea wird auf Grund der schönen Blütenstände und Blätter als Zierpflanze in tropischen bis subtropischen Parks verwendet.
Sie besitzt ein dekoratives Holz mit Eichenmaserung.